# Перрен, Яков Яковлевич
Яков Яковлевич Перрен (1785—1853) — генерал-лейтенант русской императорской армии, герой Наполеоновских войн и Польской кампании 1831 года, начальник артиллерии 1-го пехотного корпуса.

## Биография
Происходил из дворян Санкт-Петербургской губернии; родился 6 (17) октября 1785 года в семье коллежского советника (вероятно, сыном архитектора Якова Перрена). Образование получил во 2-м кадетском корпусе, из которого был выпущен 1 февраля 1804 года подпоручиком в 1-й конно-артиллерийский батальон.
В 1805 году Перрен принимал участие в Австрийской кампании, находился в сражении при Аустерлице. Переведённый 23 августа 1806 года в 6-ю артиллерийскую бригаду, Перрен в составе её, а затем — Санкт-Петербургской резервной артиллерийской бригады принял участие в кампании против французов в Восточной Пруссии. Отличился в сражениях при Чарново, где заслужил орден Святого Владимира 4-й степени с бантом, Новосильске и при Пултуске. 7 ноября 1807 года за отличие был переведён в гвардейскую артиллерию.
Будучи произведён 6 ноября 1810 года в капитаны с переводом в 23-ю артиллерийскую бригаду, Перрен через месяц (9 декабря) получил чин майора, а уже 5 февраля 1811 года — подполковника, состоя в это время в 3-й запасной артиллерийской бригаде, с которой и принял участие в Отечественной войне и последующих Заграничных походах. Здесь он заслужил орден Святой Анны 2-й степени.
Затем Перрен служил в 3-й гренадерской артиллерийской бригаде, а в 1817 году назначен командиром 14-й артиллерийской бригады, переименованной в 1820 году в 3-ю. Служа здесь, Перрен 1 июля 1819 года был произведён в полковники.
25 марта 1828 года Перрен был произведён в генерал-майоры с назначением состоять при начальнике 3-й пехотной дивизии. 17 июля того же года он был определён командующим артиллерией 1-го пехотного корпуса и начальником 1-й артиллерийской дивизии. В этом качестве он в 1831 году принимал участие в подавлении восстания в Польше.
Вступив в Царство Польское, Перрен участвовал в целом ряде дел, всегда отличаясь храбростью и приобретя множество знаков отличия. Так он был в стычках при местечке Калушине, городе Минске, в сражениях при корчме Вавр, под Прагой и на Гроховских полях. Причём, за отличие в последнем сражении он получил орден Святой Анны 1-й степени.
С 17 по 23 марта Перрен находился в движении армии к реке Вепржу, 27-го числа был в сражении близ местечка Латовичи, 12—18 апреля — во фланговом движении к Минску, в сражении под последним и в обратном походе к Седлецу, за что получил императорскую корону к ордену Святой Анны 1-й степени. Затем, в этом же году Перрен, бывший во всех делах кампании, как-то: при Андржееве, под Пысками, у Замостья и других, — получил орден Святого Владимира 2-й степени. За сражение при Остроленке он 8 октября 1831 года был награждён золотой шпагой с надписью «За храбрость», украшенной алмазами, а 18 октября получил орден Святого Георгия 3-й степени (№ 448 по кавалерским спискам)
В воздаяние отличного мужества и храбрости, оказанных 25 и 26 августа 1831 года при штурме варшавских укреплений.
Также за эту кампанию он получил польский знак отличия за военное достоинство (Virtuti Militari) 2-й степени.
18 апреля 1837 года Перрен был произведён в генерал-лейтенанты и в конце 1840 года был назначен членом Совета Государственного контроля.
8 октября 1852 года вышел в отставку и скончался 11 (23) июня 1853 года в Санкт-Петербурге. Похоронен на Волковом православном кладбище.
Среди прочих наград Перрен имел орден Святого Георгия 4-й степени, пожалованный ему 26 ноября 1827 года за беспорочную выслугу 25 лет в офицерских чинах.

## Награды
- Орден Святого Владимира 4-й степени с бантом (26.04.1807)
- Орден Святой Анны 2-й степени (11.02.1814)
- Орден Святого Георгия 4-й степени (26.11.1827)
- Орден Святой Анны 1-й степени (19.04.1831)
- Орден Святого Владимира 2-й степени (22.08.1831)
- Императорская корона к ордену Святой Анны 1-й степени (16.09.1831)
- Золотая шпага с надписью «За храбрость», украшенная алмазами (08.10.1831)
- Орден Святого Георгия 3-й степени (18.10.1831)
- Знак отличия за военное достоинство 2-й степени (1832)
- Орден Белого орла (15.04.1845)
- Знак отличия беспорочной службы за XXX лет (22.08.1835)
- Знак отличия беспорочной службы за XXXV лет (22.08.1840)

## Семья
- Брат Пётр также был генерал-лейтенантом и кавалером ордена Святого Георгия 4-й степени.
- Внучка, Мария Александровна (1849—?), была замужем за врачом Р. Пикоком.